# Renaissances (film)
Pour les articles homonymes, voir Renaissance (homonymie).
Pour plus de détails, voir Fiche technique et Distribution.
Renaissances ou Im/mortel au Québec (Self/less) est un film américain de science-fiction réalisé par Tarsem Singh, sorti en 2015.
Le film suit Damian Hale, un promoteur milliardaire condamné par un cancer qui accepte une offre d'une organisation secrète dirigée par le professeur Albright : transférer sa conscience dans le corps d'un homme jeune et en bonne santé. L'opération réussit, et il commence une nouvelle vie sous le nom d'Edward Kidner à La Nouvelle-Orléans, mais un oubli de médicament le confronte à des visions étranges, qui le mèneront à découvrir la terrible vérité sur son nouveau corps.

## Synopsis
Le milliardaire new-yorkais Damian Hale est atteint d'un cancer en phase terminale. Son ami Martin O'Neill lui remet la carte de visite du professeur Albright. Celui-ci lui parle d'une procédure médicale appelée La Mue, où la conscience est transférée dans un nouveau corps. Damian accepte la procédure et suit les instructions d'Albright pour simuler sa propre mort publique. Albright le transfère ensuite dans un nouveau corps plus jeune et lui prescrit des médicaments pour atténuer les hallucinations vives qu'il dit être des effets secondaires de la procédure.
Damian commence une nouvelle vie à La Nouvelle-Orléans sous la nouvelle identité d'Edward Kidner et se lie rapidement d'amitié avec son voisin Anton. Un jour, alors qu'il oublie de prendre son médicament, il a des hallucinations où il voit une femme et un enfant. Damian interroge Albright, qui minimise ses préoccupations mais mentionne accidentellement des détails des hallucinations que Damian n'avait pas révélés.
Albright organise alors des vacances pour Damian à Hawaï, mais celui-ci, convaincu que ses hallucinations sont de vrais souvenirs, identifie un monument qu'il a vu dans sa vision et se dirige vers une ferme près de St. Louis. Là, il retrouve la femme de ses hallucinations, Madeline, qui le prend pour Mark, son mari qu'elle croyait décédé. Damian joue le rôle de Mark, bien qu'il soit choqué d'apprendre que Mark aurait pu se vendre à Albright pour financer le traitement médical qui a pu sauver leur fille Anna, Albright lui ayant assuré que les corps étaient cultivés en laboratoire. Damian et Madeline sont soudain attaqués par les hommes d'Albright, dont Anton. Damian blesse mortellement Anton et tue ses complices, puis s'enfuit avec Madeline pour aller chercher Anna à l'école.
Dans un motel voisin, Damian cherche sur Internet des détails supplémentaires sur La Mue et découvre qu'un certain Dr. Francis Jensen, aujourd'hui décédé, était le chercheur pionnier dans le domaine du transhumanisme. Dans une vidéo, Damian remarque un tic que Jensen partage avec Albright, assis à côté de lui. Il en déduit que Jensen a transféré sa conscience dans le corps d'Albright.
Damian retrouve ensuite l'épouse de Jensen, Phyllis, dans une maison de retraite, mais elle souffre d'Alzheimer et ne se souvient de rien. Damian attire Jensen/Albright dans l'établissement. Celui-ci lui révèle que les pilules sont destinées à éliminer complètement les personnalités originales des corps utilisés dans la procédure et que, sans les pilules, sa conscience mourra et celle de Mark refera surface. Jensen s'échappe plus tard lorsque d'autres tueurs arrivent. Damian est presque maîtrisé, mais Madeline blesse l'un des assaillants, qui se révèle être Anton dans un nouveau corps, celui ci ayant en fait subi plusieurs transferts.
Pendant que Damian confisque les pilules d'Anton, ce dernier provoque Madeline en lui suggérant de demander à son prétendu "mari" pourquoi il ne peut pas répondre à des questions personnelles sur leur vie. Madeline confronte alors "Mark" à son ignorance de certains détails de leur vie commune, ce qui pousse Damian à lui révéler toute l'histoire.
Puis, il emmène Madeline et Anna chez son vieil ami Martin O'Neill et persuade Martin d'organiser la fuite de Madeline et Anna vers les Caraïbes. Lorsque lui et Madeline découvrent Anna jouant avec Tony, le fils censé décédé de Martin, ce dernier admet avoir permis à Tony de bénéficier également de la procédure, et leur dit que les hommes de Jensen approchent. Après avoir révélé à Martin la véritable provenance des corps utilisés pour la procédure, Damian distrait les hommes de Jensen pendant que Martin s'enfuit avec les autres. Damian blesse à nouveau mortellement Anton, mais les complices de celui-ci, réalisant que Damian est seul, se lancent à la poursuite de Madeline et d'Anna.
Damian cesse alors délibérément de prendre ses médicaments pour revivre davantage de souvenirs de Mark, ce qui lui révèle que Jensen a un laboratoire dans un entrepôt abandonné. Arrivé au labo, il se fait capturer par Jensen, qui commence à transférer Anton dans le corps de Mark. Mais Jensen découvre peu après que le transfert a échoué, car Damian, s'étant rappelé que le métal interfère avec le processus, avait caché une balle dans sa bouche. Se faisant passer pour Anton, Damian sauve ensuite les autres. Jensen essaie de faire valoir à Damian que celui-ci a besoin de lui pour survivre, mais Damian lui énonce la formule du générique que Martin lui avait donné, puis il le tue au lance-flammes.
Alors que Martin emmène Madeline et Anna aux Caraïbes, Damian rend ensuite visite à sa fille Claire, avec laquelle il est en froid. Se faisant passer pour un ami de son père, il lui confie une lettre qui réconcilie Claire. Il se rend ensuite aux Caraïbes et cesse complètement de prendre ses médicaments. Le véritable Mark finit par refaire surface et découvre un message vidéo de Damian le remerciant pour les quelques mois de vie qu'il lui a donnés, avant de retrouver sa famille sur la plage.

## Fiche technique
Sauf indication contraire, les informations mentionnées dans cette section peuvent être confirmées par la base de données cinématographiques IMDb,  présente dans la section « Liens externes ».
- Titre original : Self/less
- Titre français : Renaissances
- Titre québécois : Im/mortel[2]
- Réalisation : Tarsem Singh
- Scénario : David Pastor et Àlex Pastor
- Direction artistique : Tom Foden
- Décors : Tim Beach
- Costumes : Shay Cunliffe
- Montage : Robert Duffy
- Musique : Dudu Aram et Antonio Pinto
- Photographie : Brendan Galvin (de)
- Production : Ram Bergman, Peter Schlessel et James D. Stern
- Sociétés de production : Endgame Entertainment et Ram Bergman Productions
- Sociétés de distribution : Focus Features (États-Unis), SND (France)
- Budget : 26 000 000 $
- Pays de production :  États-Unis
- Langue originale : anglais
- Format : couleur - 35 mm - 2,35:1 - son Dolby Digital
- Genre : science-fiction - thriller
- Durée : 116 minutes
- Dates de sortie[3] :
  - États-Unis : 10 juillet 2015
  - Suisse : 11 juillet 2015 (Festival du film fantastique de Neuchâtel)
  - France : 29 juillet 2015
- Classification : déconseillé aux moins de 12 ans

## Distribution
- Ryan Reynolds (VF : Pierre Tessier ; VQ : François Godin) : Damian Hale, jeune (Edward Kidner) / Mark Bitwell
- Ben Kingsley (VF : Féodor Atkine ; VQ : Jacques Lavallée) : Damian Hale, âgé
- Natalie Martinez (VF : Kahina Carina ; VQ : Laurence Dauphinais) : Madeline « Maddie » Bitwell
- Matthew Goode (VF : Jean-Christophe Dollé) : le Dr Jensen, jeune / Albright
- Victor Garber (VF : Guy Chapellier) : Martin O'Neill
- Derek Luke (VF : Jean-Baptiste Anoumon) : Anton
- Melora Hardin : Judy
- Michelle Dockery (VF : Candice Lartigue) : Claire Hale
- Sam Page (VF : Damien Ferrette) : Carl Baldwin
- Jaynee-Lynne Kinchen : Anna Bitwell
- Brendan McCarthy : Anton n°2
- Thomas Francis Murphy : le Dr Jensen, agé
- Sandra Ellis Lafferty (VF : Monique Nevers) : Phyllis Jensen
- Emily Tremaine : Mallory
- Teri Wyble : Andrea
- Mariana Paola Vicente (VQ : Geneviève Bastien) : Leah
- Gary Weeks (en) (VF : Loïc Guingand) : le chauffeur, agent de la « Mue »

 Source et légende : version française (VF) sur RS Doublage et AlloDoublage Version québécoise sur Doublage Québec

## Commentaires
- Le postulat de départ est très proche du film L'Opération diabolique, réalisé par John Frankenheimer, sorti en 1966.
- La scène où Damian tue Jensen rappelle une scène similaire du film Le Vieux Fusil de Robert Enrico, sorti en 1975 : le protagoniste voit son image dans le miroir sans tain se déformer avant que celui-ci ne cède sous la chaleur du lance-flammes, manié par le personnage principal, dont la flamme vient carboniser l'antagoniste.
- L'appartement où habite le personnage principal au début du film est celui de Donald Trump situé dans la Trump tower a New-York.
- La maison sur une petite île visible à la fin du film se situe à Ballast Key en Floride. Elle fut construite par David Wolkowsky, un promoteur immobilier de Key West. Il fit don de l'île à The Nature Conservancy et au Fish and Wildlife Service des États-Unis .